# 近藤芳助
近藤 芳助（こんどう よしすけ、天保14年（1843年）5月 - 大正11年（1922年）7月5日）は、新選組隊士。階級は伍長。後に川村三郎（かわむら さぶろう）と名乗る。

## 生涯
近江国国友村（現・滋賀県長浜市）出身。近藤は養家、川村は生家。2歳の時に父、10歳の時に母を失う。幼少より江戸試衛館の近所に住んでいたという。元治元年（1864年）10月、隊士募集に応じて22歳で新選組に入隊。伍長を勤めた。
鳥羽・伏見の戦いで負傷したが、甲州勝沼の戦いに従軍し会津戦争に復帰。母成峠の戦いで新選組本隊とはぐれ、靖兵隊（靖共隊）を組織していた永倉新八と再会して、共に米沢に向かった。榎本武揚・土方歳三らの蝦夷地渡航を伝え聞いて、同じく蝦夷地へ向かおうとしていたところ、米沢城下で新政府軍に捕まり江戸へ送られる。新政府の訊問では、新選組隊士であることは明かさずに、単に幕臣であるとした。静岡藩預かりとなった後、京都へ送られて取り調べの末、明治3年（1870年）に釈放される。
その後、横浜市住吉町、南大田町で代言士（後の弁護士）を開業。明治20年（1887年）、県令議員に就任し、以後、市会議員、県議会議員を務める。議員仲間の高橋正意に送った手紙が貴重な新選組関係史料として残る。永倉新八や斎藤一など、生き残りの新選組隊士らとも交流が続いていた。大正11年（1922年）、死去。享年80。
なお、2009年放送の『開運!なんでも鑑定団』において、子孫が遺品である近藤勇と土方歳三の肖像写真を出品。どちらもオリジナルから複写されたもので数枚しか現存しない貴重なものだった。

## 資料
川村三郎の手になる『新撰組往事実戦談書』は、京都府会の議員であった高橋正意(1840年 - 1908年01月06日、政治家、歴史研究者)に宛てて書き送った２通の手紙からなる。日付はいずれも6月20日。年号はなく、明治39(1906)年頃と推定されている。
これは京都府立総合資料館デジタル展覧会のサイト(http://www.pref.kyoto.jp/dezi/data/66.html )で見ることができる。